# Lista över öar efter folkmängd
| Ö                   | Läge               | Befolkning (miljoner) |
| ------------------- | ------------------ | --------------------- |
| Java                | Stora Sundaöarna   | 124                   |
| Honshu              | Japan              | 103                   |
| Storbritannien      | Brittiska öarna    | 56,8                  |
| Luzon               | Filippinerna       | 46,2                  |
| Sumatra             | Stora Sundaöarna   | 45                    |
| Taiwan              | Östasien           | 22,2                  |
| Sri Lanka           | Indiska oceanen    | 20,7                  |
| Mindanao            | Filippinerna       | 19,8                  |
| Madagaskar          | Indiska oceanen    | 18,6                  |
| Hispaniola          | Stora Antillerna   | 17,4                  |
| Sulawesi            | Stora Sundaöarna   | 16                    |
| Borneo              | Stora Sundaöarna   | 16                    |
| Kyushu              | Japan              | 13,4                  |
| Salsette (Bombay)   | Indien             | 13,4                  |
| Kuba                | Stora Antillerna   | 11                    |
| Long Island         | USA:s östkust      | 7,7                   |
| Hainan Dao          | Sydkinesiska havet | 7,6                   |
| Nya Guinea          | Oceanien           | 6,4                   |
| Irland              | Brittiska öarna    | 5,9                   |
| Hokkaido            | Japan              | 5,6                   |
| Sicilien            | Medelhavet         | 5,0                   |
| Singapore           | Malackasundet      | 4,3                   |
| Negros              | Filippinerna       | 4,1                   |
| Shikoku             | Japan              | 4,1                   |
| Puerto Rico         | Stora Antillerna   | 3,9                   |
| Panay               | Filippinerna       | 3,8                   |
| Madura              | Indonesien         | 3,5                   |
| Bali                | Små Sundaöarna     | 3,4                   |
| Cebu                | Filippinerna       | 3,3                   |
| Nordön, Nya Zeeland | Stilla havet       | 3,1                   |
| Jamaica             | Stora Antillerna   | 2,7                   |
| Lombok              | Små Sundaöarna     | 2,5                   |
| Själland            | Danska öarna       | 2,3                   |
| Timor               | Små Sundaöarna     | 2,2                   |
| Leyte               | Filippinerna       | 2,1                   |
| Flores              | Indonesien         | 1,8                   |
| Montréal-ön         | Kanada             | 1,8                   |
| Sardinien           | Medelhavet         | 1,7                   |
| Samar               | Filippinerna       | 1,6                   |
| Manhattan           | USA:s östkust      | 1,6                   |
| Sumbawa             | Indonesien         | 1,3                   |
| Hongkongön          | Sydkinesiska havet | 1,2                   |
| Mauritius           | Indiska oceanen    | 1,2                   |
| Bohol               | Filippinerna       | 1,2                   |
| Mindoro             | Filippinerna       | 1,2                   |
| Trinidad            | Små Antillerna     | 1,0                   |
| Okinawa             | Ryukyu-öarna       | 1,0                   |